# Щербина Степан
Щербина Степан — політико-військовий діяч козацької держави другої половини 17 століття.
Був полковником торговицьким за гетьмана П. Дорошенка, з яким обороняв Правобережну Україну перед польською агресією (інструкція на варшавський сейм 1666, Корсуньська рада 1671) і перед московським наступом (оборона Чигирина 1674 року).
19 березня 1674 присягнув московському цареві, прохаючи його обороняти Правобережну Україну від поляків.